# Fleury Robert
Pour les articles homonymes, voir Robert.
Fleury Robert né le 5 janvier 1773 à Saint-Étienne (Loire) et décédé le 14 septembre 1859 à Saint-Rambert-sur-Loire.
Propriétaire, maire de Saint-Étienne[réf. nécessaire], il est député de la Loire de 1831 à 1834, siégeant dans la majorité soutenant la Monarchie de Juillet.

## Sources
- « Fleury Robert », dans Adolphe Robert et Gaston Cougny, Dictionnaire des parlementaires français, Edgar Bourloton, 1889-1891 [détail de l’édition]